# Arène de la Puerta de Alcalá
L’arène de la Puerta de Alcalá (en espagnol : Plaza de toros de la Puerta de Alcalá), construite en 1749 à la demande du roi Ferdinand VI, est la première arène de Madrid.

## Contexte historique
La tauromachie existe depuis le XIIe siècle en Espagne, au Portugal et dans le sud de la France. Les corridas ayant lieu dans des places — à Madrid, par exemple, l'endroit de prédilection était la Plaza Mayor de Madrid — le temps des festivités, elles ont évolué au fil des siècles jusqu'à ce que le problème de la sécurité devienne une réelle préoccupation, au début du XVIIIe siècle. 
En 1737, la première arène provisoire est construite : en bois et de forme circulaire, elle est montée proche du Manzanares et est connue comme la « plaza de toros de Casa Puerta », de 50 m de diamètre et pouvant avoir une capacité de 10 900 places (non nécessairement assises). Elle est utilisée pendant 12 ans, jusqu'à ce que le roi Ferdinand VI finance la construction de la première arène permanente.
C'est ainsi que l'arène de la Puerta de Alcalá, inaugurée le 3 juillet 1749, devient la première arène de Madrid.

## L'arène de la Puerta de Alcalá

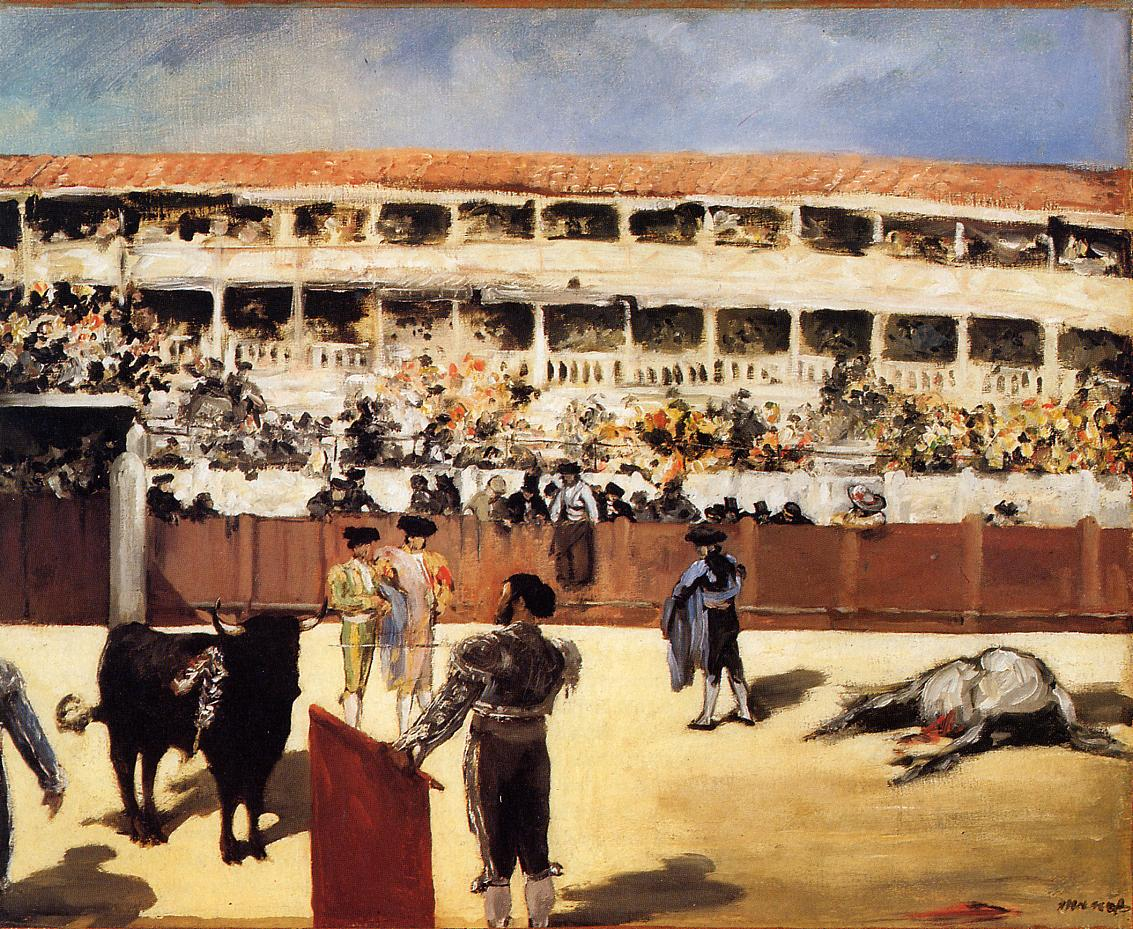
Corrida : la mort du taureau (1865, Édouard Manet), dont l'action se déroule dans l'arène de la Puerta de Alcalá.

Faite de chaux, de pierres, de briques et de bois, elle ne présente aucun intérêt architectural ni même de décoration, sa conception étant essentiellement fonctionnelle. Elle possédait 110 balcons et pouvait accueillir 12 000 spectateurs. Elle est située près de la Puerta de Alcalá, où sont actuellement les rues Lagasca, Claudio Coello, Conde de Aranda et Colmuela. On peut d'ailleurs l'observer sur la lithographie d'Alfred Guesdon de 1854, qui représente l'arène en premier plan, à côté de la porte d'Alcalá.
L'italien Giovanni Battista Sacchetti, architecte Supérieur du Roi et Maître Supérieur de la ville de Madrid, est l'auteur des plans et le responsable de son érection. Les architectes Ventura Rodríguez et Fernando Moradillo sont intervenus dans la construction, tandis qu'Antonio Plo (es) la reforme en 1772.
Mais dans la deuxième moitié du XIXe siècle, on décide de démolir l'arène, les besoins de la ville ayant évolué en vue de son expansion. Son utilisation est tout de même maintenue jusqu'au 19 juillet 1874, date de la dernière fonction. Elle disparaît au profit de l'Arène de Goya, inaugurée quelques semaines plus tard, le 4 septembre 1874, sur la place des Ventas, où est l'actuelle arène des Ventas.

## Utilisation
Bartolomé Bennassar écrit évoque l'utilisation de l'arène de la Puerta de Alcalá, un « amphithéâtre en bois de la Porte d’Alcala », qui ne reçoit pas de corrida royale avant 1760, celles-ci ayant eu lieu sur la Plaza Mayor jusque-là.
Le 20 juin 1793, Diario de Madrid, le premier quotidien espanol, inaugure la première publication consacrée à la tauromachie au monde. Il s'agit en fait d'un supplément offert avec la publication normale du journal, dans lequel on informe de manière monographique à propos de la quatrième « corrida de Feria » célébrée le 17 juin de la même année, à l'arène de la Puerta de Alcalá, qui avait une vocation caritative à faveur des Hôpitaux royaux,.

## Postérité
Près de son emplacement, une plaque commémorative posée en 1991 signale :
« En este lugar se alzó desde 1749 hasta 1874 la plaza de toros de la puerta de Alcalá, lugar de inspiración para Francisco de Goya »
« À cet endroit fut érigée, de 1749 à 1874 l'arène de la porte d'Alcalá, lieu d'inspiration pour Francisco de Goya »